# Leopoldo Benedetto Vincenti
Leopoldo Benedetto Vincenti Franti (Roma, 1815-1914) fue un músico italiano, compositor de la melodía del himno nacional de Bolivia.

## Biografía
Su padre fue Antonio Vincenti, capitán de los húsares del ejército napoleónico que participó en casi todas las batallas de Bonaparte, y su madre fue Rosa Franti.[cita requerida] Cursó estudios en el conservatorio de París.[cita requerida]
Acompañando a una expedición marina francesa, Vincenti llegó a Chile, donde trabajó en la banda musical del ejército chileno, compuesta por Ramón Carnicer y presentada oficialmente el 23 de diciembre de 1828—.
En 1844 el presidente de Bolivia, José Ballivián (1841-1847), lo invitó a ejercer el cargo de director general de bandas del ejército boliviano y componer, bajo contrato, un himno en homenaje al cuarto aniversario de la batalla de Ingavi (1841). Pese a las similitudes melódicas entre los himnos nacionales de Bolivia y de Chile, no hay pruebas concluyentes que señalen plagio.
Además, el 24 de septiembre de 1847 dirigió la ópera cómica L'elisir d'amore de Donizetti en la inauguración del Teatro Municipal de La Paz. Se quedó a vivir en la ciudad de La Paz, donde se casó con Carmen Corina Daza (nacida en Potosí). Años después regresó a su país, donde murió.

## Otras obras
- Misa de Gloria a tres voces
- Gran Galopa, junto con Tolbecque y Molina